# انگور فرنگی سیلان
انگور فرنگی سیلان (نام علمی: Dovyalis hebecarpa) نام یک گونه از سرده زردآلوی گرمسیری است.